# هيرمان يندكفيست (سياسي)
هيرمان يندكفيست (بالسويدية: Herman Lindqvist)‏ هو نقابي وسياسي سويدي، ولد في 9 يوليو 1863 في Arboga parish ‏ في السويد، وتوفي في 29 مايو 1932 في Johannes parish ‏ في السويد. نشط حزبياً في حزب العمال الديمقراطي الاشتراكي السويدي. وقد انتخب وزير الصحة والشؤون الاجتماعية ‏ (13 أكتوبر 1921 – 19 أبريل 1923) وانتخب مجلس الدولة ‏ وانتخب عضو البرلمان السويدي ‏.